# Collegio di Chichester
Chichester è un collegio elettorale inglese situato nel West Sussex e rappresentato alla Camera dei comuni del Parlamento del Regno Unito. Elegge un membro del parlamento con il sistema maggioritario a turno unico; l'attuale parlamentare è Jess Brown-Fuller dei Liberal Democratici, che rappresenta il collegio dal 2024.

## Estensione

Il collegio di Chicheser dal 2010 al 2024

- 1885–1918: il Municipal Borough di Chichester, le divisioni sessionali di Arundel e Chichester, e parte della divisione sessionale di Steyning.
- 1918–1950: i Municipal Boroughs di Arundel e Chichester, i distretti urbani di Bognor e Littlehampton, e i distretti rurali di East Preston, Midhurst, Petworth, Westbourne e Westhampnett.
- 1950–1974: il Municipal Borough di Chichester, il distretto urbano di Bognor Regis, e il distretto rurale di Chichester.
- 1974–1983: il Municipal Borough di Chichester, i distretti rurali di Midhurst e Petworth, e parte del distretto rurale di Chichester.
- 1983–1997: il distretto di Chichester.
- 1997–2010: tutti i ward del distretto di Chichester eccetto Bury, Plaistow e Wisborough Green.
- 2010-2024: i ward del distretto di Chichester di Bosham, Boxgrove, Chichester East, Chichester North, Chichester South, Chichester West, Donnington, Easebourne, East Wittering, Fernhurst, Fishbourne, Funtington, Harting, Lavant, Midhurst, North Mundham, Plaistow, Rogate, Selsey North, Selsey South, Sidlesham, Southbourne, Stedham, Tangmere, West Wittering e Westbourne.
- dal 2024: i ward del distretto di Chichester di Chichester Central, Chichester East, Chichester North, Chichester South, Chichester West, Goodwood (distretti elettorali GWWD e GWWH), Harbour Villages, Lavant, North Mundham and Tangmere, Selsey South, Sidlesham with Selsey North, Southbourne, The Witterings e  Westbourne e i ward del distretto di Arun di Bersted e Pagham.

Il collegio si trova nella parte occidentale del West Sussex, ed è incentrato nella città di Chichester. Copre la maggior parte del distretto di Chichester. Tra le altre città del collegio vi sono Midhurst e Selsey.
Prima delle modifiche apportate nel 1974, Chichester era un collegio molto più compatto e comprendeva le città orientali di Arundel e Bognor Regis. La maggiore espansione in termini di popolazione di altre aree, inclusi i centri abitati del Sussex di Crawley, Horsham e Brighton portò il collegio ad espandersi verso nord, per garantire parità di popolazione.

## Membri del parlamento
| Elezione | Elezione               | Deputato          | Partito             |
| -------- | ---------------------- | ----------------- | ------------------- |
|          | 1868                   | Henry Lennox      | Conservatore        |
| 1885     | Charles Gordon-Lennox  |                   | Conservatore        |
| 1888 (S) | Walter Gordon-Lennox   |                   | Conservatore        |
| 1894 (S) | Edmund Fitzalan-Howard |                   | Conservatore        |
| 1921 (S) | William Bird           |                   | Conservatore        |
|          | 1923                   | Charles Rudkin    | Liberale            |
|          | 1924                   | John Courtauld    | Conservatore        |
| 1942 (S) | Lancelot Joynson-Hicks |                   | Conservatore        |
| 1958 (S) | Walter Loveys          |                   | Conservatore        |
| 1969 (S) | Christopher Chataway   |                   | Conservatore        |
| Ott 1974 | Anthony Nelson         |                   | Conservatore        |
| 1997     | Andrew Tyrie           |                   | Conservatore        |
| 2017     | Gillian Keegan         |                   | Conservatore        |
|          | 2024                   | Jess Brown-Fuller | Liberal Democratici |

## Elezioni

### Elezioni negli anni 2020
| Partito                    | Partito                                         | Candidato                  | Risultati 4 luglio 2024 | Risultati 4 luglio 2024 |
| Partito                    | Partito                                         | Candidato                  | Voti                    | %                       |
| -------------------------- | ----------------------------------------------- | -------------------------- | ----------------------- | ----------------------- |
|                            | Lib Dem                                         | Jess Brown-Fuller          | 25 540                  | 49,17                   |
|                            | Conservatore                                    | Gillian Keegan             | 13 368                  | 25,73                   |
|                            | Reform UK                                       | Teresa De Santis           | 7 859                   | 15,13                   |
|                            | Laburista                                       | Tom Collinge               | 3 175                   | 6,11                    |
|                            | Verdi                                           | Tim Young                  | 1 815                   | 3,49                    |
|                            | Indipendente                                    | Andrew Emerson             | 190                     | 0,37                    |
|                            |                                                 |                            |                         |                         |
| Iscritti                   | Iscritti                                        | Iscritti                   | 78 374                  | 100,00                  |
| ↳ Votanti (% su iscritti)  | ↳ Votanti (% su iscritti)                       | ↳ Votanti (% su iscritti)  | 51 947                  | 66,28                   |
| ↳ Astenuti (% su iscritti) | ↳ Astenuti (% su iscritti)                      | ↳ Astenuti (% su iscritti) | 26 427                  | 33,72                   |
|                            |                                                 |                            |                         |                         |
|                            | Esito: collegio passa da Conservatore a Lib Dem |                            |                         |                         |

### Elezioni negli anni 2010
| Partito                    | Partito                                   | Candidato                  | Risultati 12 dicembre 2019 | Risultati 12 dicembre 2019 |
| Partito                    | Partito                                   | Candidato                  | Voti                       | %                          |
| -------------------------- | ----------------------------------------- | -------------------------- | -------------------------- | -------------------------- |
|                            | Conservatore                              | Gillian Keegan             | 35 402                     | 57,81                      |
|                            | Lib Dem                                   | Kate O'Kelly               | 13 912                     | 22,72                      |
|                            | Laburista                                 | Jay Morton                 | 9 069                      | 14,81                      |
|                            | Verdi                                     | Heather Barrie             | 2 527                      | 4,13                       |
|                            | Libertariano                              | Adam Brown                 | 224                        | 0,37                       |
|                            | Patria                                    | Andrew Emerson             | 109                        | 0,18                       |
|                            |                                           |                            |                            |                            |
| Iscritti                   | Iscritti                                  | Iscritti                   | 85 499                     | 100,00                     |
| ↳ Votanti (% su iscritti)  | ↳ Votanti (% su iscritti)                 | ↳ Votanti (% su iscritti)  | 61 243                     | 71,63                      |
| ↳ Astenuti (% su iscritti) | ↳ Astenuti (% su iscritti)                | ↳ Astenuti (% su iscritti) | 24 256                     | 28,37                      |
|                            |                                           |                            |                            |                            |
|                            | Esito: collegio confermato a Conservatore |                            |                            |                            |

| Partito                    | Partito                                   | Candidato                  | Risultati 8 giugno 2017 | Risultati 8 giugno 2017 |
| Partito                    | Partito                                   | Candidato                  | Voti                    | %                       |
| -------------------------- | ----------------------------------------- | -------------------------- | ----------------------- | ----------------------- |
|                            | Conservatore                              | Gillian Keegan             | 36 032                  | 60,14                   |
|                            | Laburista                                 | Mark Farwell               | 13 411                  | 22,38                   |
|                            | Lib Dem                                   | Jonathan Brown             | 6 749                   | 11,26                   |
|                            | Verdi                                     | Heather Barrie             | 1 992                   | 3,32                    |
|                            | UKIP                                      | Andrew Moncreiff           | 1 650                   | 2,75                    |
|                            | Patria                                    | Andrew Emerson             | 84                      | 0,14                    |
|                            |                                           |                            |                         |                         |
| Iscritti                   | Iscritti                                  | Iscritti                   | 84 992                  | 100,00                  |
| ↳ Votanti (% su iscritti)  | ↳ Votanti (% su iscritti)                 | ↳ Votanti (% su iscritti)  | 60 047                  | 70,65                   |
| ↳ Astenuti (% su iscritti) | ↳ Astenuti (% su iscritti)                | ↳ Astenuti (% su iscritti) | 24 945                  | 29,35                   |
|                            |                                           |                            |                         |                         |
|                            | Esito: collegio confermato a Conservatore |                            |                         |                         |

| Partito                    | Partito                                   | Candidato                  | Risultati 7 maggio 2015 | Risultati 7 maggio 2015 |
| Partito                    | Partito                                   | Candidato                  | Voti                    | %                       |
| -------------------------- | ----------------------------------------- | -------------------------- | ----------------------- | ----------------------- |
|                            | Conservatore                              | Andrew Tyrie               | 32 953                  | 57,67                   |
|                            | UKIP                                      | Andrew Moncreiff           | 8 540                   | 14,95                   |
|                            | Laburista                                 | Mark Farwell               | 6 933                   | 12,13                   |
|                            | Lib Dem                                   | Andrew Smith               | 4 865                   | 8,51                    |
|                            | Verdi                                     | Jasper Richmond            | 3 742                   | 6,55                    |
|                            | Patria                                    | Andrew Emerson             | 106                     | 0,19                    |
|                            |                                           |                            |                         |                         |
| Iscritti                   | Iscritti                                  | Iscritti                   | 83 536                  | 100,00                  |
| ↳ Votanti (% su iscritti)  | ↳ Votanti (% su iscritti)                 | ↳ Votanti (% su iscritti)  | 57 139                  | 68,40                   |
| ↳ Astenuti (% su iscritti) | ↳ Astenuti (% su iscritti)                | ↳ Astenuti (% su iscritti) | 26 397                  | 31,60                   |
|                            |                                           |                            |                         |                         |
|                            | Esito: collegio confermato a Conservatore |                            |                         |                         |

| Partito                    | Partito                                   | Candidato                  | Risultati 6 maggio 2010 | Risultati 6 maggio 2010 |
| Partito                    | Partito                                   | Candidato                  | Voti                    | %                       |
| -------------------------- | ----------------------------------------- | -------------------------- | ----------------------- | ----------------------- |
|                            | Conservatore                              | Andrew Tyrie               | 31 427                  | 55,34                   |
|                            | Lib Dem                                   | Martin Lury                | 15 550                  | 27,38                   |
|                            | Laburista                                 | Simon Holland              | 5 937                   | 10,45                   |
|                            | UKIP                                      | Andrew Moncreiff           | 3 873                   | 6,82                    |
|                            |                                           |                            |                         |                         |
| Iscritti                   | Iscritti                                  | Iscritti                   | 81 473                  | 100,00                  |
| ↳ Votanti (% su iscritti)  | ↳ Votanti (% su iscritti)                 | ↳ Votanti (% su iscritti)  | 56 787                  | 69,70                   |
| ↳ Astenuti (% su iscritti) | ↳ Astenuti (% su iscritti)                | ↳ Astenuti (% su iscritti) | 24 686                  | 30,30                   |
|                            |                                           |                            |                         |                         |
|                            | Esito: collegio confermato a Conservatore |                            |                         |                         |

### Elezioni negli anni 2000
| Partito                    | Partito                                   | Candidato                  | Risultati 5 maggio 2005 | Risultati 5 maggio 2005 |
| Partito                    | Partito                                   | Candidato                  | Voti                    | %                       |
| -------------------------- | ----------------------------------------- | -------------------------- | ----------------------- | ----------------------- |
|                            | Conservatore                              | Andrew Tyrie               | 25 302                  | 48,29                   |
|                            | Lib Dem                                   | Alan Hilliar               | 14 442                  | 27,56                   |
|                            | Laburista                                 | Jonathan Austin            | 9 632                   | 18,38                   |
|                            | UKIP                                      | Douglas Denny              | 3 025                   | 5,77                    |
|                            |                                           |                            |                         |                         |
| Iscritti                   | Iscritti                                  | Iscritti                   | 78 680                  | 100,00                  |
| ↳ Votanti (% su iscritti)  | ↳ Votanti (% su iscritti)                 | ↳ Votanti (% su iscritti)  | 52 401                  | 66,60                   |
| ↳ Astenuti (% su iscritti) | ↳ Astenuti (% su iscritti)                | ↳ Astenuti (% su iscritti) | 26 279                  | 33,40                   |
|                            |                                           |                            |                         |                         |
|                            | Esito: collegio confermato a Conservatore |                            |                         |                         |

| Partito                    | Partito                                   | Candidato                  | Risultati 7 giugno 2001 | Risultati 7 giugno 2001 |
| Partito                    | Partito                                   | Candidato                  | Voti                    | %                       |
| -------------------------- | ----------------------------------------- | -------------------------- | ----------------------- | ----------------------- |
|                            | Conservatore                              | Andrew Tyrie               | 23 320                  | 47,03                   |
|                            | Lib Dem                                   | Lynne Ravenscroft          | 11 965                  | 24,13                   |
|                            | Laburista                                 | Celia Barlow               | 10 627                  | 21,43                   |
|                            | UKIP                                      | Douglas Denny              | 2 380                   | 4,80                    |
|                            | Verdi                                     | Gavin Graham               | 1 292                   | 2,61                    |
|                            |                                           |                            |                         |                         |
| Iscritti                   | Iscritti                                  | Iscritti                   | 77 717                  | 100,00                  |
| ↳ Votanti (% su iscritti)  | ↳ Votanti (% su iscritti)                 | ↳ Votanti (% su iscritti)  | 49 584                  | 63,80                   |
| ↳ Astenuti (% su iscritti) | ↳ Astenuti (% su iscritti)                | ↳ Astenuti (% su iscritti) | 28 133                  | 36,20                   |
|                            |                                           |                            |                         |                         |
|                            | Esito: collegio confermato a Conservatore |                            |                         |                         |

## Risultati dei referendum

### Referendum sulla permanenza del Regno Unito nell'Unione europea del 2016
|             | Collegio   | Lasciare UE % | Rimanere in UE % |
| ----------- | ---------- | ------------- | ---------------- |
|             | Chichester | 50,6%         | 49,4%            |
| Inghilterra | 53,3%      | 46,7%         |                  |
| Regno Unito | 51,9%      | 48,1%         |                  |